# Pomnik Ignacego Jana Paderewskiego w Poznaniu
Pomnik Ignacego Jana Paderewskiego – pomnik Ignacego Jana Paderewskiego zlokalizowany w Poznaniu, na Świętym Marcinie, bezpośrednio przy gmachu Auli Nova, w obrębie Dzielnicy Cesarskiej.

## Charakterystyka
Pomnik na skwerze przed Aulą Nova (Akademia Muzyczna) odsłonięto z inicjatywy Towarzystwa im. Hipolita Cegielskiego w 2015. Projektantem był Rafał Nowak, a jego projekt zastąpił wcześniejszy – bardzo symboliczny i lapidarny w formie, mocno krytykowany, autorstwa Józefa Petruka. Zrealizowany projekt ma formę całopostaciowej statui, a jego odsłonięcie poprzedziły społeczne i medialne protesty przeciwko wizji Petruka. Postać Paderewskiego uchwycono w ruchu, który wskazywać ma na wchodzenie jego osoby w przestrzeń historyczną Poznania. Cokół mierzy 140 cm, a sama postać ma 350 cm wysokości. Paderewskiego przedstawiono we fraku, z powstańczą rozetką wpiętą w klapę.
Miejsce ustawienia statui regulowała uchwała Rady Miasta z 20 września 2011 oraz decyzja Prezydenta Miasta Poznania z dnia 13 lipca 2012.
Pomnik odsłonił 6 maja 2015 prezydent Bronisław Komorowski, który objął honorowy patronat na powstaniem dzieła.